# 应萼定
应萼定（1946年—），男，浙江鄞县人，中国舞蹈编导，曾任香港舞蹈团艺术总监，中国舞蹈家协会顾问。